# Begečka jama

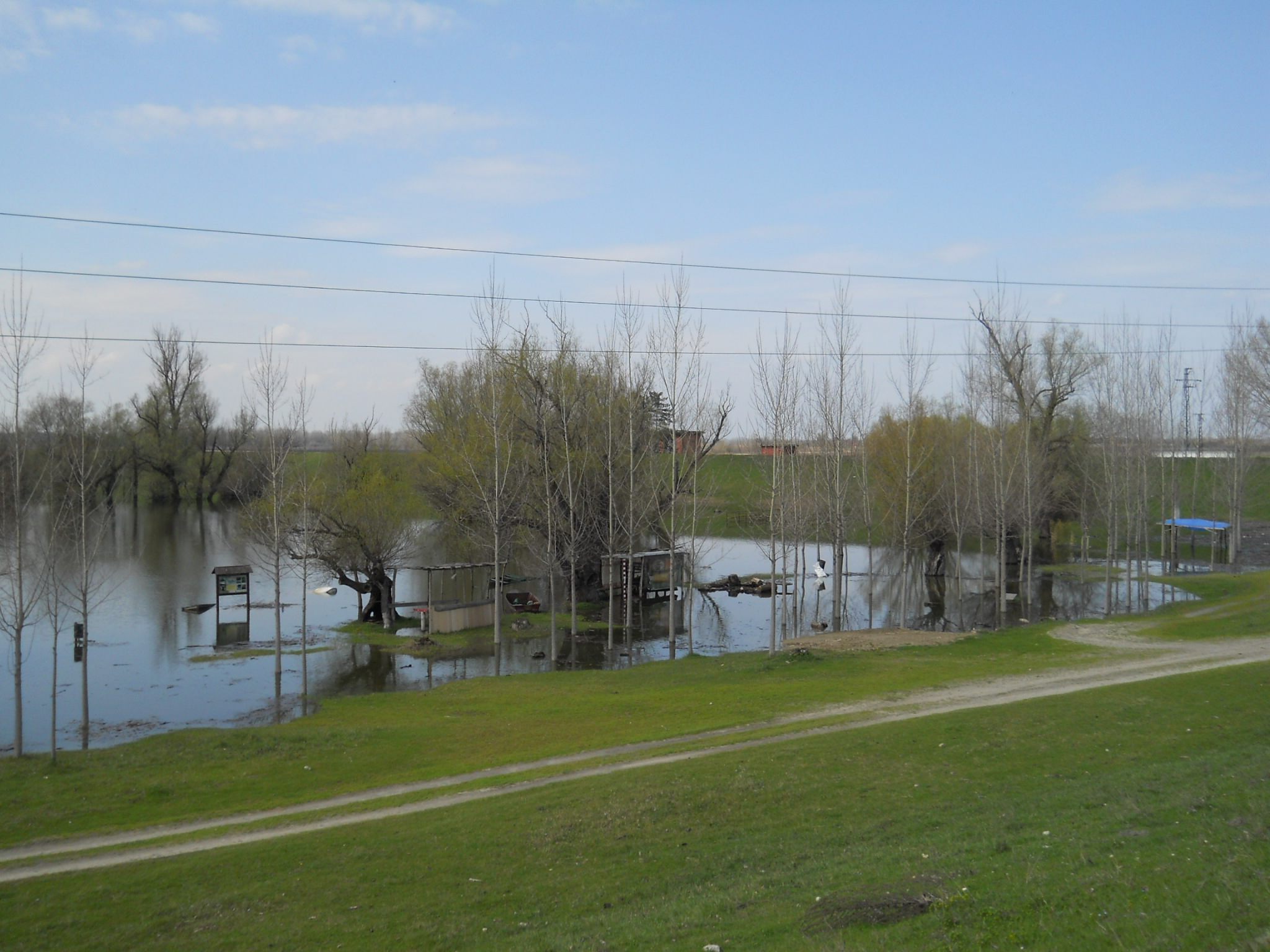
Pohled na část parku.

Begečka jama je přírodní park, který se nachází na severu Srbska, v autonomní oblasti Vojvodina, na území města Novi Sad. Jedná se o lužní lesy v okolí Dunaje (mrtvé rameno řeky), přibližně mezi obcemi Begeč a Banoštor, součástí lokality je i jezero o stejném názvu. Oblast zaujímá celkovou rozlohu 489 ha. Zákonná ochrana, dle níž tato lokalita spadá do 2. kategorie ochrany přírodního území (srbsky značajno prirodno dobro II kategorije), zde byla vyhlášena v roce 1999.
Žije zde až 150 druhů ptáků a okolo dvaceti druhů ryb, chráněné jsou především mokřadní ekosystémy.